# レオーネ・シニガーリャ
レオーネ・シニガーリャ（Leone Sinigaglia, 1868年8月14日 トリノ - 1944年5月16日 同地）はイタリアの作曲家・登山家。

## 生涯
ユダヤ系の上流階級の家庭に生まれ、ガリレオ・フェラリスやチェーザレ・ロンブローゾ、レオナルド・ビストルフィら同地の思想界や芸術界・学界における最高峰を知る。若い頃から文学や登山に愛着を持ち、休日はたいていピエモンテの丘陵カヴォレット（またはその付近）で過ごして多くの霊感を受けた。トリノ時代の作品に、ホルンと弦楽四重奏のための《ロマンス》作品3がある。（ちなみに《ロマンス》は、ホルンと弦楽合奏のための編曲版もある。）
1888年から外国を遍歴し、いくつかの都市で休養をとった後、1894年からウィーンに暮らす。この地でヨハネス・ブラームスと親交を結び、オイゼビウス・マンディチェフスキに師事することで、いわゆる絶対音楽に対する嗜好を培った。この頃はいくつかの歌曲集と《ヴァイオリン協奏曲》作品20を作曲している。1900年よりプラハでアントニーン・ドヴォルジャークに入門し、民謡の編曲にクラシック音楽の技法を用いる手腕を学ぶ。
その後の数十年の間に、ヨーロッパの音楽界が途方もない変化を遂げる中、シニガーリャの創作活動は急速に下火を迎えるようになった。
1944年、トリノを支配したナチス・ドイツのゲシュタポによって、ユダヤ系との理由で弾圧され、75歳という高齢にもかかわらず、ドイツに送致されて強制労働に就かせることが決められた。だが、身柄を拘束するために警官が自宅に押し掛けてきた瞬間、心臓発作を起こして急死した。

## 登山
青春時代のシニガーリャは熱心な登山家であり、ドロミティ・アルプスの登山道について圧巻の一覧表を作り上げたことから、「イタリア最初のドロミティ・アルプス登頂者」と評されてきた。中でも最も有名なのは、クロダ・ダ・ラーゴ山とクリスタッロ山の制覇であろう。著書『ドロミティ登攀の想い出』は、刊行後まもなく1898年に英訳され、今なお山岳文学の古典と認められている。

## 音楽作品
1901年にトリノに戻ってからの10年間は、口承されてきた厖大な民謡の採譜に勤しんだが、そのほとんどはカヴォレット丘陵で蒐集したものだった。シニガーリャはそれを19世紀のドイツ・リートの様式により、ピアノ伴奏つき歌曲に仕立て上げた。そのうちの一つが、1914年にライプツィヒのブライトコプフ・ウント・ヘルテル社により出版された《12の古いピエモンテの歌》である。この第3版と第4版は1921年に、第5版と第6版は1927年に版を重ねた。その歌曲集のほかにシニガーリャの名を伝える楽曲は、《2つのピエモンテ舞曲》作品31（1905年）と管弦楽組曲《ピエモンテ》（1909年）である。いずれも郷里の音楽精神への愛情の深さが認められ、アルトゥーロ・トスカニーニが頻繁に指揮したことから、一時はトスカニーニの代名詞的存在にもなった。幸福だったその頃に産み出されたのは、民族的に触発された作品だけではない。ゴルドーニの喜劇のための序曲《キオッジャの喧嘩 Le Baruffe Chiozzotte 》作品32（1907年作曲、1908年ブライトコプフ社出版）は、ヴィルヘルム・フルトヴェングラーやジョン・バルビローリのような指揮者によって上演されている。 室内楽曲では、《チェロ・ソナタ》作品41と《ヴァイオリン・ソナタ》作品44が記憶されている。

## その他の音楽作品

### 室内楽
- ヴァイオリンとピアノ伴奏のための《3つのロマンティックな小品》

Drei romantische Stücke für Violine mit Clavierbegleitung 作品13（1902年出版、ヴィルヘルム・ハンセン社、デンマーク）
- ホルンとピアノのための小品 作品28
- 弦楽三重奏のためのセレナーデ 作品33
- 弦楽四重奏曲 ニ長調 作品27（1906年出版、ブライトコプフ）
- オーボエとピアノのための《シューベルトの主題による12の変奏》作品19（主題は「野ばら」）

### 弦楽合奏
- 悲劇的なアダージョ Adagio tragico 作品21

### 管弦楽
- 若き芸術家を偲ぶ哀歌（生の歌） Lamento in memoria di un giovane artista (Natale Canti), 作品38（1930年出版、ブライトコプフ）

## 評伝
- Sinigaglia, Leone.  Climbing reminiscences of the Dolomites. With introduction by Edmund J. Garwood. Tr. by Mary Alice Vialls. London: T. F. Unwin, 1896.  xxiii, 224 p. 39 plates (incl. front.) fold. map. 25 cm.